# Глупачките не отиват на небето
„Глупачките не отиват на небето“ е мексиканска теленовела, чието излъчване е започнало по мексиканския Канал на звездите, стартирайки на 11 февруари 2008 година.
Теленовелата е продуцирана от Рози Окампо по историята на Енрике Торес. Учатват Жаклин Бракамонтес, Хайме Камил, Валентино Ланус. Теленовелата е излъчена за първи път в ефира на Юнивижън на 1 декември 2008 г.